# Romildo Santos Rosa
Romildo Santos Rosa (sinh ngày 25 tháng 10 năm 1973) là một cầu thủ bóng đá người Brasil.

## Sự nghiệp câu lạc bộ
Romildo Santos Rosa đã từng chơi cho Nagoya Grampus Eight.

## Thống kê câu lạc bộ

### J.League
| Đội                  | Năm       | J.League | J.League | J.League Cup | J.League Cup | Tổng cộng | Tổng cộng |
| Đội                  | Năm       | Trận     | Bàn      | Trận         | Bàn          | Trận      | Bàn       |
| -------------------- | --------- | -------- | -------- | ------------ | ------------ | --------- | --------- |
| Nagoya Grampus Eight | 2000      | 10       | 0        | 2            | 1            | 12        | 1         |
| Tổng cộng            | Tổng cộng | 10       | 0        | 2            | 1            | 12        | 1         |